# Science Power Platform

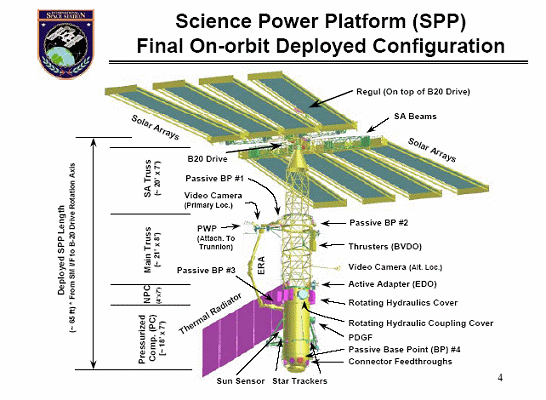
A Science Power Platform felépítése

A Science Power Platform (SPP) a Nemzetközi Űrállomás egyik orosz egysége, amelyet amerikai űrrepülőgéppel terveznek indítani. Négy napelemtáblájával energiát szolgáltat az űrállomásnak. Az SPP-re szerelik fel még az ERA európai robotkart az egység kiszolgálására.
Az SPP-t eredetileg a Mir-2 űrállomásnak tervezték meg és Zenyit hordozórakétával indították volna.